# Campionato sudamericano femminile di pallacanestro 1997
Il 25º Campionato dell'America Meridionale Femminile di Pallacanestro (noto anche come FIBA South American Championship for Women 1997) si è svolto dal 10 al 17 maggio 1997 a Iquique, in Cile. Il torneo è stato vinto dalla nazionale brasiliana.

## Squadre partecipanti
- Argentina
- Bolivia
- Brasile
- Cile
- Colombia
- Ecuador
- Paraguay
- Perù
- Venezuela

## Classifica finale
| Pos | Squadra   | V-P |
| --- | --------- | --- |
|     | Brasile   | 6-0 |
|     | Argentina | 6-1 |
|     | Colombia  | 3-3 |
| 4   | Cile      | 3-4 |
| 5   | Ecuador   | 3-2 |
| 6   | Venezuela | 1-3 |
| 7   | Perù      | 1-3 |
| 8   | Bolivia   | 1-4 |
| 9   | Paraguay  | 0-4 |